# Truth (magazine)
Truth est un magazine américain publié de 1881 à 1905 sous sept formats différents, dont celui d'hebdomadaire humoristique  (1891-1897) et celui de luxueux mensuel d'illustration (1899-1901).

## Documentation
- (en) Richard Samuel West, « The Whole Truth: The Chronicle of an Amazing Magazine », dans The R. F. Outcault Reader vol. 8, no 4, décembre 1998.